# ペーパー離婚 (小説)
『ペーパー離婚』（-りこん）は、2008年11月1日に、文芸社から発売された冨岡知世子による日本の小説である。
2010年には、テレビ朝日でテレビドラマ化された。

## 概要
啓輔の定年退職の日に、妻・三千子との約束を忘れ友人らと飲んで帰宅してしまう。これにより、三千子から離婚を突きつけるものの、1年間の「執行猶予」を付けた離婚を提案し、三千子は啓輔に離婚届へ判をつかせる。

## テレビドラマ
2010年2月7日の14:00 - 15:25（JST）に、『第9回文芸社ドラマスペシャル・ペーパー離婚〜娘の結婚VS親の離婚〜』（だいきゅうかいぶんげいしゃ-・-りこん〜むすめのけっこん・おやのりこん〜）として、テレビ朝日系列で放送した。

### 出演
- 高山菜穂子：中越典子
- 高山三千子：市毛良枝
- 高山啓輔：綿引勝彦
- 村瀬信一：岡本信人
- 瀬川勝己：柏原収史
- 瀬川妙子：島かおり
- 奈良橋郁代：渡辺美佐子
- 坪田秀雄、つぶやきシロー、諸橋玲子、橋村琢哉、渋谷桃子、小林節子、紀瀬美香、新井量大、吉岡麻由子、逸見廣大、呑山仁奈子、栗原みぃか、喜田智津子、加藤結城

### スタッフ
- 原作：冨岡知世子『ペーパー離婚』（文芸社刊）
- 脚本：山岡真介
- 演出：猪原達三
- 技術協力：フォーチュン
- 照明協力：サンライズアート
- 編集・MA：映広
- プロデュース：小林由紀子、松島俊輔（電通）、関拓也（テレビ朝日）
- 制作：テレビ朝日・電通

## 参考資料・出典
全般
- 文芸社 書籍情報『ペーパー離婚』

ドラマ版
- テレビ朝日『第9回文芸社ドラマスペシャル・ペーパー離婚』 - ウェイバックマシン（2005年1月4日アーカイブ分）

| スタブアイコン | サブスタブ | この項目は、まだ閲覧者の調べものの参照としては役立たない、文学に関連した書きかけの項目です。この項目を加筆・訂正などしてくださる協力者を求めています（P:文学、PJ:ライトノベル）。項目が小説家・作家の場合には{Writer-substub}を、文学作品以外の本・雑誌の場合には{Book-substub}を貼り付けてください。 |